# 吸收光谱学

电磁辐射吸收图示。该实例以可见光为例讨论了一般原理。一束白光源——能发出各种波长的光——被聚焦于试样（黄虚线表示互补色对）。在撞击试样时，匹配分子能量缝的光子（在本例中为绿色光）因为激发分子被吸收。其它光子的传输则未受影响，如果该辐射位于可见光区域（400～700nm），试样的颜色与被吸收光的颜色互补。通过对比透射光线对入射光线的衰减，就可以获得吸收光谱。

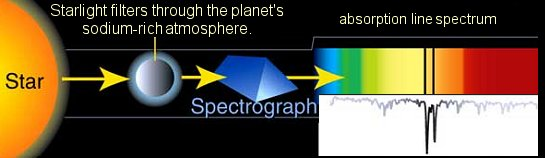
2001年第一次直接对我们太阳系以外行星的大气进行探测和化学分析。当类木行星HD 209458 b从其恒星HD 209458前面经过时，钠过滤了该恒星的光。

吸收光谱学是指一门光谱学技术，它通过测量电磁辐射的吸收，形成频率或波长对与试样交互的函数。试样从辐射域吸收能量，如光子。吸收强度的变化与频率构成函数关系，这种变化就是吸收光谱。吸收光谱学也应用于整个电磁波谱。
吸收光谱学被用作分析化学的工具，它可以确定试样中是否存在某种特殊物质，以及在许多情况下量化该物质存在的数量。红外和紫外-可见光光谱学是分析应用中特别常见的。吸收光谱学也被用于分子和原子物理学、天文光谱学和遥感的研究。
测量吸收光谱的实验方法很多。最常见的方法是将产生的无线电波导向试样，并探测透射电波的强度。透射的能量可以用来计算吸收。辐射源、试样布置和探测技术的选择，很大程度上依赖于频率范围和实验目的。

## 吸收光谱

太阳光谱上夫琅和费线的可视化。

物质的吸收光谱是指入射辐射在某一频率范围内部分被物质吸收。吸收光谱主要是由物质的原子和分子组成确定的。如果辐射的频率与分子两个量子态之间的能量差相匹配，则更容易被吸收。吸收发生于两个量子态之间的转换，所吸收的光子的跃迁频率和吸收强度被记录为谱线，一个光谱通常由许多谱线组成。
谱线所对应的频率，以及它们的相对强度，主要取决于试样的电子和分子结构。该频率也依赖于试样分子间的相互作用、固体的晶体结构，以及各种环境因素（比如温度、压强, 电磁场）。谱线也会有宽度和形状，它们主要取决于谱密度或系统的状态密度。

### 理论
吸收谱线的分类通常按照原子或分子中因激发而产生量子力学变化的性质。例如，旋转谱线，是分子的旋转状态发生改变时产生的，通常出现在微波频谱区域。振动谱线对应于分子振动状态的变化，通常出现在红外区域。电子谱线对应于原子或分子中电子状态的变化，通常出现在可见光和紫外区域。X-射线的吸收则与原子中内壳电子的激发相关。这些变化也可以组合起来（例如旋转振动耦），导致在这两种变化的结合能量处产生新的吸收谱线。
与量子力学变化相关的能量，对决定吸收谱线的频率起主要作用。但频率会因多种类型的相互作用而发生偏移，例如电场和磁场，与相邻分子的相互作用。例如，当分子在液态或固态中，及与相邻分子的相互作用更强烈时，气态分子的吸收谱线会发生显著偏移。
吸收谱线的宽度和形状是由用于观察的仪器、吸收辐射的材料和材料的物理环境决定的。通常这些谱线的形状符合正态分布或柯西分布。通常我们也以其强度和宽度来单独描述一条谱线，而不是以整个形状特征。
总强度——通过积分吸收谱线以下的面积获得——正比于所存在的吸收物质总量。强度还跟物质的温度和辐射与吸收物之间的量子力学相互作用有关。这种相互作用由跃迁偶极矩来量化，它依赖于转换之前特定的低能级，以及之后的高能级。
吸收谱线的宽度可以通过用于记录的光谱仪来确定。光谱仪有一个内在限制，即它可以分辨多窄的线，因此所观察到的宽度就会受此限制。如果宽度超过分辨的限制，那么它主要由吸收体的环境所决定。液体或固体的吸收体，其中相邻分子间的相互作用较强，往往具有比气体更宽的吸收谱线。提高吸收材料的温度或压力，也会增加谱线的宽度。另一个常见的现象是，几个邻近的转换彼此挨得非常近，以致它们的谱线发生重叠，因此整体看起来就比较宽。

### 与穿透光谱的关系
吸收光谱和穿透光谱可以表达等价的信息，其中一个可以通过数学计算转换成另一个。在吸收光谱最弱的波长位置，穿透光谱则会最强，因为有更多的光穿过样品。在吸收最强的波长位置，吸收光谱则最强。

### 与发射光谱的关系

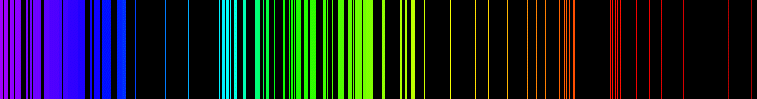
铁的发射光谱

发射是一个过程，物质通过它以电磁辐射的形式释放能量。在可能产生吸收的任何频率，都可以产生发射，这使得从发射谱线可以确定吸收谱线。通常发射光谱和吸收光谱的强度模式会有很大的不同，因此这两者不是等价的。吸收光谱可以由发射光谱计算而来，但需要使用恰当的理论模型及关于物质量子力学状态的附加信息。

### 与散射和反射光谱的关系
材料的散射和反射光谱受到其折射率和吸收光谱的影响。在光学领域，吸收光谱通常通过“消光系数”来量化，而消光和则由克拉莫-克若尼关系式定量地关联起来。因此，可以从散射或反射光谱推导出吸收光谱。这通常需要简化的假设或模型，因此推导出的吸收光谱是一个近似值。

## 应用

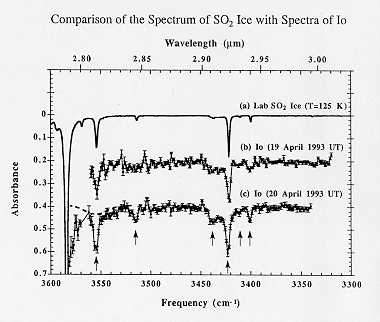
NASA实验室的二氧化硫冰红外吸收光谱，与木星的卫星木卫一上的冰的红外吸收光谱相比较，来自NASA、伯纳德·施密特和英国红外望远镜。

吸收光谱学被应用于化学分析，因为它有特异性及定量性。利用吸收光谱的特异性，可以从混合物中把一种物质与其它物质区分开来，因此吸收光谱学可以用于各种各样的应用。例如红外气体分析仪，可用于识别空气中污染物的存在，从而将污染物从氮气、氧气、水蒸汽和其它应有成分中区分出来。
利用这种特异性，也可以通过测量光谱，并与库中的参考光谱进行比较，来确定未知的试样。在许多情况下，都能够确定一个样本的定性信息，即使它不在库中。例如红外光谱，具有特征吸收波段，来表明碳氢或碳氧键是否存在。
使用比尔-朗伯定律，吸收光谱还可以定量地关联到物质存在的数量。确定物质的绝对浓度要求物质吸收系数的相关知识。某些物质的吸收系数可以从参考资料中查到，也可以通过测量已知目标浓度的校准用标准光谱来确定。

### 遥感
作为一种分析技术，光谱学独特的优点之一是，仪器和样品不需要接触就可以测量。从样品传播到仪器的辐射就能包含光谱信息，因此这种测量可以是远程的。光谱遥感在许多情况下很有价值。例如，测量可以在有毒或危险环境下进行，而不需要让操作者或仪器冒险。而且，样品材料不需要跟仪器接触，可以防止潜在的交叉污染。
与实验室测量相比，远程光谱测量存在几项挑战。在感兴趣的样品和仪器之间的空间中，也可能有光谱吸收。这些吸收可能会掩盖或混淆样品的吸收光谱。这些背景干扰还可能随时间而变化。远程测量的辐射源往往是一种环境源，例如太阳光或来自温暖物体的热辐射，这就很有必要将光谱的吸收从源光谱的变化中区分出来。
为简化这些挑战，差分吸收光谱学已经得到了一些普及，因为它着眼于差分吸收特征，并忽略了宽带吸收，比如气溶胶的吸收和瑞利散射。该方法应用于地基的、空气传播的和基于卫星的测量。一些地基方法为获取对流层和平流层微量气体的特征提供了可能。

### 天文学

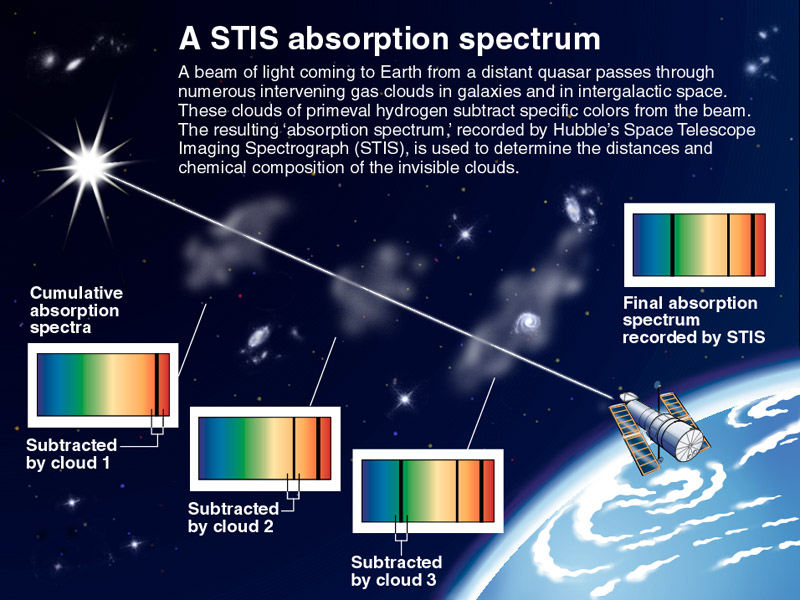
通过哈勃太空望远镜观察到的吸收光谱

天体光谱学是光谱遥感中一个特别重要的类型。在这种情况下，感兴趣的目标和样本离地球非常遥远，因此电磁辐射是对它们进行测量的唯一手段。天体光谱同时包含吸收和发射光谱信息。吸收光谱学对于了解星际云并确定某些星际云包含分子云，是尤其重要的。吸收光谱学也被用于研究系外行星。用凌日法探测系外行星，也要测量它们的吸收光谱并能够确定行星的大气组成、温度、压力和大气标高，因此还能确定行星的质量。

### 原子和分子物理
理论模型，主要是量子力学模型，可以将原子和分子的吸收光谱关联到其它物理性质，诸如电子结构、原子量或分子量，以及分子结构。因此，对吸收光谱的测量被用于确定这些其它属性。例如，微波光谱学可以高精度地确定键长和键角。
此外，光谱测量还可以用来确定理论预测的精度。例如，在氢原子的吸收光谱中进行测量时，预期测不到兰姆位移。它的发现推动和引导了量子电动力学的发展，而测量兰姆位移，现在被用来确定精细结构常数。

## 实验方法

### 基本方法
得到吸收光谱的最简单方法是，产生一个有源辐射，用探测器测量该辐射的参照光谱，然后将目标材料放在辐射源和探测器之间，再重新测量样品的光谱。然后结合这两次测量的光谱，就可以确定材料的吸收光谱。只有样品的光谱并不足以确定吸收光谱，因为它会受到实验条件的影响——辐射源的光谱，辐射源和探测器之间其它材料的吸收光谱，以及检测器的波长依赖特征。参照光谱也同样会受到这些实验条件的影响，因此通过结合才能生成材料的吸收光谱。
为了覆盖电磁频谱，会采用非常多样的辐射源。对光谱学来说，通常希望辐射源能覆盖广泛的波长，以测量广泛的吸收光谱。某些辐射源天生就发射广泛的波谱。这方面的例子包括格罗棒或其它黑体源的红外线，水银灯的可见光和紫外线，以及X射线管。一个最近的发展，宽光谱的异常辐射源是同步辐射，它覆盖了所有这些光谱范围。其它辐射源产生狭窄的波谱，但发射波长可以调整到覆盖一个光谱范围。这方面的例子包括微波区域的速调管，以及跨越红外线、可见光和紫外线区域的激光（尽管不是所有激光器都能调整波长）。
探测器被用来测量辐射功率也将取决于目标波长范围。大多数探测器都对相当宽的光谱范围敏感，传感器的选择往往更多地取决于所做测量的灵敏度和噪声要求。通常用于光谱测量的探测器的例子包括：用于微波的超外差收音机，用于毫米波和红外线的辐射热测量计，用于红外线的碲化汞镉和其它冷半导体探测器，以及用于可见光和紫外线的光电二极管和光电倍增管。
如果辐射源和探测器都覆盖较宽的光谱范围，那么还有必要引入一个手段来解析辐射的波长，以便确定光谱。通常使用光谱仪按照从波长将辐射从空间上分离开来，以便每个波长的功率都可以独立测量。另一种做法也很常见，即采用干涉测量术来确定光谱——傅里叶转换红外光谱是这种技术被广泛应用的一种实现方式。
做吸收光谱实验必须考虑的另外两个问题是，用来将辐射导向的光学手段，以及固定或装载样品材料的手段（称为吸收池或吸收单元）。对于大多数紫外线、可见光和近红外线的测量来说，有必要使用精密的石英吸收池。在这两种情况下，重要的都是选择材料，要求材料自身对目标波长范围的吸收相对较少。其它材料的吸收可能会干扰或掩盖样品的吸收。例如，在多个波长范围，有必要在真空或稀有气体环境下测量样品，因为大气层中的气体会干扰吸收特征。

### 特殊方法
- 天体光谱学
- Cavity ring-down spectroscopy（英语：Cavity ring-down spectroscopy）（CRDS）
- 激光吸收光谱法（英语：Laser absorption spectrometry）（LAS）
- 穆斯堡尔谱学
- 光电效应光谱学（英语：Photoemission spectroscopy）
- 辐射热光学显微镜法（英语：Photothermal optical microscopy）
- 辐射热光谱学（英语：Photothermal spectroscopy）
- 反射率光谱学（Reflectance spectroscopy）
- 可调谐二极管激光吸收光谱学（英语：Tunable diode laser absorption spectroscopy）（TDLAS）
- X射线吸收精细结构（英语：X-ray absorption fine structure）（XAFS）
- X射线吸收近边结构（英语：X-ray absorption near edge structure）（XANES）
- 总吸收光谱学（英语：Total absorption spectroscopy）（TAS）